# Вашаш
„Вашаш“ е сред основните спортни клубове на Унгария.
Основните му съоръжения са разположени в Северна Будапеща. Клубът е основан на 16 март 1911 г. от работници от металургичната промишленост. Цветовете на клуба са червено и синьо.
Най-добре развитите спортове в клуба са футбол и водна топка. Женският отбор по хандбал на „Вашаш“ е 15-кратен шампион на Унгария, а през 1982 г. печели Европейската купа по хандбал. Също така от „Вашаш“ са и доста атлети, участвали на световни първенства и олимпийски игри.
Клубът развива дейност и в леката атлетика, баскетбола, бокса, шахмата, фехтовката, фигурното пързаляне, гребането, ски спорта, тениса, волейбола и борбата.

## Успехи
- Шампион на Унгария по футбол (6): 1957, 1961, 1962, 1965, 1966 и 1977 г.
- Носител на Купата на Унгария по футбол (4): 1955, 1973, 1981 и 1986 г.
- Носител на Купа Митропа (6): 1956, 1957, 1962, 1965, 1970 и 1983 г.

## Известни футболисти
- Йожеф Такач
- Дюла Силади
- Калман Месьой
- Янош Фаркаш
- Бела Варади